# Neodymium
Neodymium is een scheikundig element met symbool Nd en atoomnummer 60. Het is een geel/zilverwitte lanthanoïde.

## Ontdekking
Neodymium is in 1885 ontdekt door de Oostenrijkse chemicus Carl Auer von Welsbach. Hij scheidde neodymium en praseodymium van het materiaal dat tot die tijd bekendstond als didymium, waarvan men meende dat het een element was. Het duurde tot 1925 voordat neodymium in zuivere vorm werd geïsoleerd.
De naam neodymium is een samentrekking van de Griekse woorden neo (nieuw) en didymos (tweeling). Dit laatste verwijst naar het gegeven dat didymium sterk leek op lanthaan, allebei aangetroffen in ceriet.

## Toepassingen
Neodymium wordt hoofdzakelijk gebruikt in de glasindustrie, in industriële magneten en bij de productie van legeringen:
- Glas kan gekleurd worden van zuiver violet tot rood en grijs door er neodymium aan toe te voegen.
- In de astronomie wordt met neodymium verrijkt glas gebruikt bij het kalibreren van spectrumlijnen.
- Neodymium kan worden gebruikt om de door ijzerverontreinigingen ontstane groene kleur in glas te verwijderen.
- In lasers met infrarode golflengten (zoals bij een YAG-laser) worden transparante materialen gebruikt die neodymiumionen bevatten.
- Neodymiumzouten kunnen gebruikt worden om emaille te kleuren.
- Voor zeer sterke permanente magneten kan neodymium gebruikt worden in de vorm van Nd2Fe14B. Deze magneten zijn goedkoper dan samarium-kobalt magneten.
- Als magneet in diverse toepassingen als borstelloze-naaf-elektromotoren en generators voor bijvoorbeeld windturbines en ook bijvoorbeeld in high-end hoofdtelefoons.

## Opmerkelijke eigenschappen
Neodymium heeft een heldere zilverachtige glans. Het is een van de meest reactieve lanthanoïden en reageert ook met zuurstof. Daarbij verandert de heldere glans snel in een grijze en matte laag van neodymium(III)oxide.

## Verschijning
Als gevolg van de hoge reactiviteit wordt neodymium in de natuur niet in ongebonden toestand aangetroffen. De belangrijkste bronnen zijn de mineralen monaziet en bastnäsiet; mineralen die veel verschillende lanthanoïden bevatten in lage concentraties.
Neodymium is lastig te scheiden van de andere elementen die in de mineralen voorkomen. Het meest toegepaste proces daarvoor is ionuitwisseling.

## Isotopen
| Stabielste isotopen | Stabielste isotopen | Stabielste isotopen      | Stabielste isotopen      | Stabielste isotopen      | Stabielste isotopen      |
| Iso                 | RA (%)              | Halveringstijd           | VV                       | VE (MeV)                 | VP                       |
| ------------------- | ------------------- | ------------------------ | ------------------------ | ------------------------ | ------------------------ |
| 142Nd               | 27,13               | stabiel met 82 neutronen | stabiel met 82 neutronen | stabiel met 82 neutronen | stabiel met 82 neutronen |
| 143Nd               | 12,18               | stabiel met 83 neutronen | stabiel met 83 neutronen | stabiel met 83 neutronen | stabiel met 83 neutronen |
| 144Nd               | 23,80               | 2,29·1015 j              | α                        | 1,905                    | 140Ce                    |
| 145Nd               | 8,30                | stabiel met 85 neutronen | stabiel met 85 neutronen | stabiel met 85 neutronen | stabiel met 85 neutronen |
| 146Nd               | 17,19               | stabiel met 86 neutronen | stabiel met 86 neutronen | stabiel met 86 neutronen | stabiel met 86 neutronen |
| 148Nd               | 5,76                | stabiel met 88 neutronen | stabiel met 88 neutronen | stabiel met 88 neutronen | stabiel met 88 neutronen |
| 150Nd               | 5,64                | 1,1·1019 j               | β−                       | 3,367                    | 150Sm                    |

In de natuur komen vijf stabiele neodymiumisotopen voor in vergelijkbare hoeveelheden en twee radioactieve isotopen. In totaal zijn er ruim dertig radioactieve neodymiumisotopen bekend, waarvan het grootste deel alleen kunstmatig kan worden geproduceerd. De meest stabiele radio-isotopen zijn 144Nd en 150Nd met halveringstijden van vele miljoenen jaren. De andere radio-isotopen hebben halveringstijden van minder dan 11 dagen.

## Toxicologie en veiligheid
Neodymiumdampen kunnen bij inademing longschade aanrichten. Bij langdurige blootstelling hoopt neodymium zich op in de lever, maar over eventuele leverschade is nog weinig tot niets bekend.
Verhoogde neodymiumconcentraties in water kunnen schade aanrichten in celmembranen van dieren die in het water leven, wat hun voortplanting en zenuwstelsel nadelig beïnvloedt.